# Assassins (pel·lícula de 1995)
Assassins és una pel·lícula estatunidenca dirigida per Richard Donner, estrenada l'any 1995. Ha estat doblada al català.

## Argument
Robert Rath (Sylvester Stallone) és el millor assassí a sou de la seva professió. Quan és a punt de retirar-se discretament, un altre assassí jove i ple de fogositat anomenat Miguel Bain (Antonio Banderas) mata un « client » en lloc seu, i decideix ocupar aviat el lloc de Rath. Aquest s'alia amb Electra (Julianne Moore), una pirata informàtica, que era un blanc de Rath, amb la finalitat d'oposar-se als plànols de Bain i del seu cap comú.

## Repartiment
- Sylvester Stallone: Robert Rath
- Antonio Banderas: Miguel Bany
- Julianne Moore: Electra
- Musa Watson: Ketcham
- Kelly Rowan: Jennifer, veïna de Electra
- Anatoly Davydov: Nicolai Tashlinkov
- Mark Coates: Jeremy Kyle
- Reed Diamond: Bob
- Kai Wulff: Remy
- Stephen Kahan: Alan Branch
- Donald Moffat: el sacerdot
- Currie Graham: un policia mort
- Dave Young: el guarda
- Tim Blake Nelson: el pilot d'helicòpter

## Rebuda
Nominacions
1996: Nominació al premi Razzie al pitjor actor per Sylvester Stallone (igualment nominat per Jutge Dredd).
Crítica
- "Entretinguda i convencional cinta d'acció sobre els assassins professionals que, malgrat Stallone, no va respondre a les expectatives comercials creades. Per a incondicionals del gènere"[3]

## Al voltant de la pel·lícula
- Richard Donner havia en principi pensat en Mel Gibson pel paper de Robert Rath però aquest estava ocupat amb el rodatge de Braveheart. Altres actors com Arnold Schwarzenegger i Michael Douglas devien encarnar el paper però és finalment Sylvester Stallone qui l'agafarà. A continuació, pel paper de Miguel Bain, Donner havia pensat primer en Christian Slater que va rebutjar i a continuació en Woody Harrelson i Tom Cruise abans d'escollir finalment l'actor Antonio Banderas.[4]
- Tots els trets disparats al film són amb silenciador, a l'excepció d'un tret disparat per un guarda del cementiri al començament del film.[4]